# Бомбардировка Панамского канала
Бомбардировка Панамского канала — это план Японской империи по бомбардировке Панамского канала в августе 1945 года. Планировалось нанести бомбовые удары по шлюзам канала. Бомбардировку должны были осуществлить самолёты Aichi M6A Seiran которые должны были взлетать с подводных авианосцев Сентоку I-400. Всего предполагалось использовать 10 самолетов, из которых 6 вооружалось торпедами, остальные 4 — бомбами. Были построены макеты шлюзов, по которым производились учебные бомбометания. В конце июня на учениях разбилось два самолёта. Самолеты I-400 и I-401 должны были произвести авианалёт на Улити, а затем начать бомбардировку Панамского канала. Операция планировалась на 25 августа, но 14 августа Имперский генеральный штаб отдал приказ о капитуляции японских вооружённых сил. 31 мая 1946 года обе подводные лодки были потоплены.
Если бы операция осуществилась, то это сильно затруднило бы поставки грузов из Австралии, западных штатов США и некоторых стран Южной Америки в Европу, а также могло повлиять на снабжение союзников.